# Flugsvampar
Flugsvampar (Amanita) är ett släkte av svampar med över 700 beskrivna arter och förmodligen flera hundra till som är obeskrivna. I släktet ingår många giftiga arter, däribland de dödliga vit flugsvamp och lömsk flugsvamp. Släktet innehåller dock några ätliga arter och många oätliga om inte direkt giftiga. Typart för släktet är röd flugsvamp (A. muscaria).

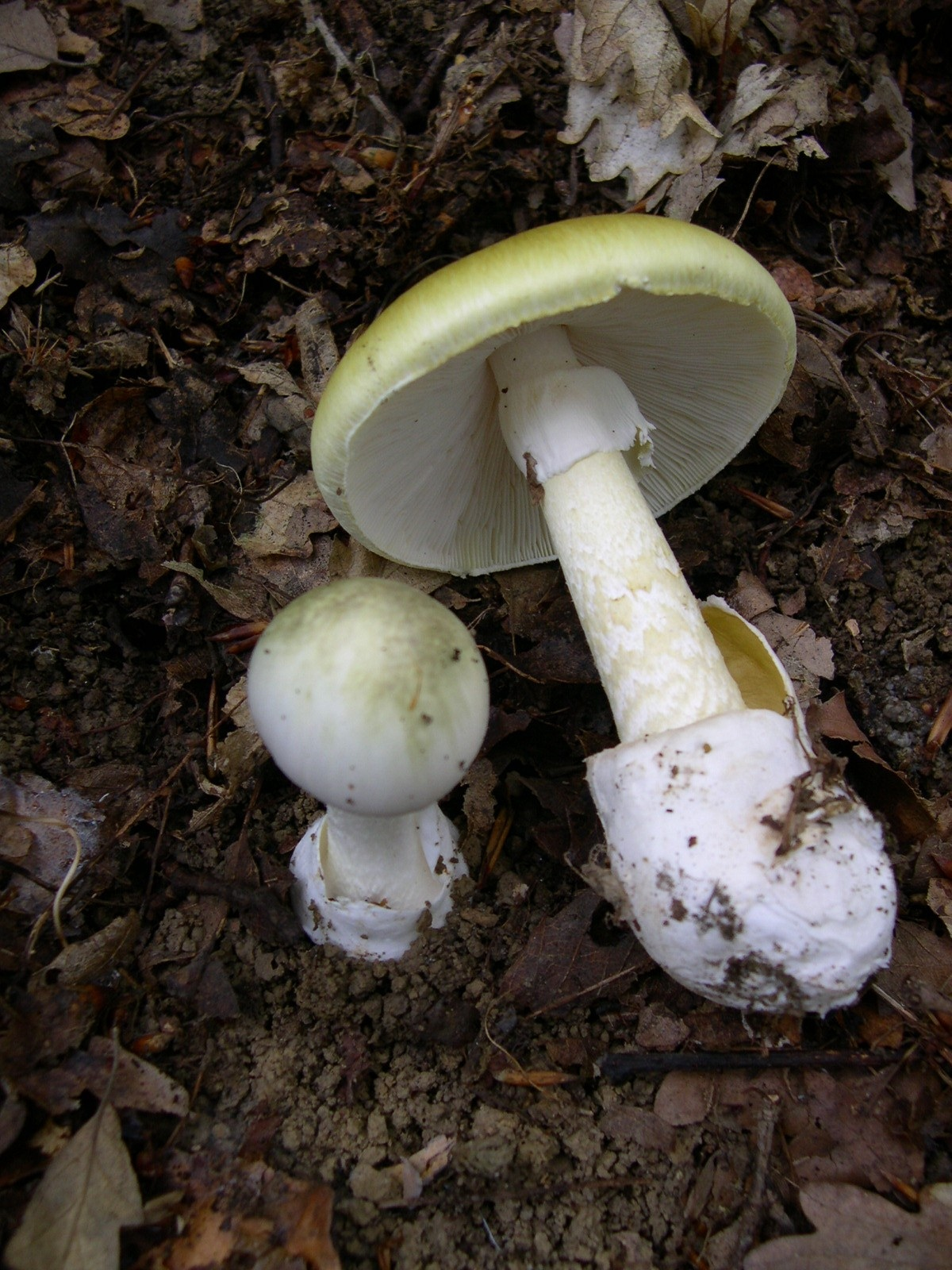
Lömsk flugsvamp med tydliga strumpor.

## Släktnamnets etymologi
Släktnamnet Amanita kommer via latinet från grekiska ἀμανῖται (amanitai, pluralis), som var namnet på någon svamp; ett möjligt ursprung till namnet är berget Amanos i nuvarande Turkiet.

## Systematik
Släktet delas upp i två undersläkten, Amanita respektive Lepidella. Undersläktet Amanita delas sedan upp i sektionerna Amanita (egentliga flugsvampar), Vaginatae (kamskivlingar) och Caesareae. Lepidella delas upp i sektionerna Lepidella, Amidella, Phalloideae och Validae.

## Beskrivning
Flugsvamparna har i början av sin utveckling ett yttre hylle, som omger svampen som en säck. När hyllet brustit bildar den nedre delen en hos många arter bildar en så kallad strumpa på foten (se bild på lömsk flugsvamp) och/eller så kallade hylleplättar på hatten (jämför bilden på röd flugsvamp).
De gifter som arterna i släktet producerar är framförallt amatoxiner, främst amanitin. Flera arter tillverkar även ibotensyra och muskimol. Giftet muskarin har fått sitt namn efter den röda flugsvampen, men finns bara i mindre mängder i denna. Fallotoxin finns främst i lömsk flugsvamp, men även i mycket små mängder i rodnande flugsvamp. 

## Arter (urval)
- Brun flugsvamp (A. regalis)
- Brun kamskivling/brunstrimmig flugsvamp (A. fulva)
- Flockflugsvamp (A. strobiliformis)
- Grå kamskivling (A. vaginata)
- Gråfotad flugsvamp (A. excelsa)
- Gul flugsvamp (A. gemmata)
- Gulbrämad flugsvamp (A. franchetii)
- Jättekamskivling/parkflugsvamp (A. ceciliae)
- Lömsk flugsvamp (A. phalloides)
- Mörkringad flugsvamp (A. porphyrea)
- Orange kamskivling (Amanita crocea)
- Panterflugsvamp (A. pantherina)
- Rodnande flugsvamp (A. rubescens)
- Röd flugsvamp (A. muscaria)
- Spetsvårtig flugsvamp (A. solitaria)
- Vit flugsvamp (A. virosa)
- Vitgul flugsvamp (A. citrina)
- Amanita arctica
- Amanita aurantiaca
- Amanita beckeri
- Amanita calyptroderma
- Amanita groenlandica
- Amanita inopinata
- Amanita karea
- Amanita magnivolvata
- Amanita mortenii
- Amanita mumura
- Amanita mutabilis
- Amanita nehuta
- Amanita nigrescens
- Amanita nothofagi
- Amanita olivaceogrisea
- Amanita pareparina
- Amanita pekeoides
- Amanita pumatona
- Amanita singeri
- Amanita taiepa

### Webbkällor
- Tulloss, Rodham E.; Yang, Zhu-liang (10 oktober 2009). ”Studies in the Genus Amanita Pers. (Agaricales, Fungi)”. http://pluto.njcc.com/~ret/amanita/mainaman.html. Läst 12 februari 2010.